# Museo sansossiano di arte sacra
Il museo sansossiano di arte sacra di Frattamaggiore è inserito nella rete museale della Città metropolitana di Napoli.
Allestito all'interno della cripta sottostante la basilica di San Sossio Levita e Martire, il museo raccoglie opere, oggetti e cimeli sacri relativi al culto e al tempio di San Sossio, marmi pregiati, parti di altari, paramenti sacri, lapidari, reliquiari, reperti e tutto quanto ricordi la religiosità della cittadina e l'architettura antica della chiesa.
Fondato nel 1996, nel corso degli anni, con strumenti propri e con finanziamenti pubblici, in particolare quelli regionali, la parrocchia è riuscita a dare adeguati ordinamento e sistemazione alle raccolte museali, garantendone la conservazione e la fruizione, al punto da riuscire ad ottenere per il suo museo il riconoscimento dell'interesse regionale (L.R. Campania 12/2005).

## Pinacoteca sansossiana
Al museo è collegata una pinacoteca, ubicata in un edificio adiacente alla Basilica, inaugurata nel dicembre 2016.